# Yochk'o Seffer
 (septembre 2016).
Si vous disposez d'ouvrages ou d'articles de référence ou si vous connaissez des sites web de qualité traitant du thème abordé ici, merci de compléter l'article en donnant les références utiles à sa vérifiabilité et en les liant à la section « Notes et références ».
Yochk'o Seffer, né Seffer József le 10 juillet 1939 à Miskolc (Hongrie), est un compositeur et instrumentiste français d'origine hongroise. Il est également peintre et sculpteur, y compris de certains de ses propres instruments (les « sculptophonies » ou « sefferophones »). Saxophoniste (il pratique les sept instruments de la famille des saxophones) et pianiste, mais il joue également de la flûte, des clarinettes et des tárogatós (instruments à vent hongrois d'origine turque qu'il réhabilite depuis 2004).
Pour évoquer ses racines musicales il a coutume de dire « Mon grand-père est Bela Bartok et mon père est John Coltrane ».

## Biographie
Après une enfance marquée par la guerre et l'occupation soviétique, mais également une formation musicale classique et un début de pratique du saxophone et du piano, Yochk'o Seffer quitte la Hongrie lors des événements de 1956 et se réfugie en France. Après une période difficile, un couple de bienfaiteurs le prend sous son aile et lui permet de suivre les cours de saxophone de Marcel Mule, professeur au Conservatoire de Paris. Durant ces années de conservatoire où Yochk'o travaille essentiellement la musique classique, il découvre certains jazzmen comme Thelonious Monk, John Coltrane puis Ornette Coleman, et les créations du Domaine musical de Pierre Boulez, le dodécaphonisme et le sérialisme.
Après sa sortie du Conservatoire, Yochk'o Seffer est admis au concours d'entrée aux Beaux-Arts de Paris où il restera jusqu'en 1964. Spécialisé à cette époque dans les fresques d'églises et les vitraux, il commence à exposer ses œuvres picturales dès 1965. Il sculpte également dès le milieu des années 1960. À partir de là, de nombreuses expositions, certaines en compagnie d'œuvres de Rouault ou de Vasarely, jalonneront sa carrière. Yochk'o poursuit inlassablement sa recherche d'une synthèse des trois arts que sont sculpture, peinture et musique.
De 1963 à 1968, Yochk'o joue dans l'orchestre d'Eddy Mitchell principalement avec Michel Gaucher et Louis Toesca (formant le trio de cuivres) avant de former le groupe de free-jazz Perception avec Didier Levallet, Siegfried Kessler et Jean-My Truong.
En 1969, il fait la connaissance de Christian Vander qu'il va rejoindre deux ans plus tard au sein du groupe Magma. Il y retrouve Faton Cahen, le pianiste du groupe. Tous deux quittent Magma fin 1972 pour fonder Zao dans le but de jouer une musique plus improvisée. Yochk'o quitte à son tour Zao en 1976, après quatre albums, dont Shekina, enregistré avec un quatuor à cordes. Cette séparation n'affecte en rien la profonde amitié qui lie Faton Cahen et Yochk'o Seffer, et les deux musiciens enregistreront et joueront à plusieurs reprises jusqu'au décès de Faton, le 13 juillet 2011.
De 1976 à 1980, il sera l'unique leader de Neffesh-Music, formation qui lui permet de prolonger l'expérience avec le quatuor à cordes Margand puis le violoniste hongrois Kathy Lajos Horvath. Après une tournée américaine de 42 dates en 1979 et un profond remaniement en 1980, Yochk'o Seffer dissout Neffesh-Music pour se livrer à de multiples expériences en big band de jazz (avec la technique du Soundpainting), en duos avec Faton Cahen, Kathy Lajos Horvath ou Siegfried Kessler, en trio avec Faton Cahen et François Causse, en septuor (avec six autres saxophonistes) et avec diverses formations à géométrie variable, dont plusieurs utilisent les « sculptophonies » et comprennent des musiciens de jazz comme Barre Phillips, Barry Altschul ou François Méchali, ou contemporains comme le Quatuor Parrenin ou Alain Bouhey.
Les années 1980 marquent également le début d'une carrière d'enseignant en conservatoire et lors de stages, carrière qui durera jusqu'en 2002. Parmi les musiciens qui ont suivi l'enseignement de Yochk'o Seffer, on peut citer Serge Bertocchi, Laurent Matheron,  Éric Séva, Sylvain Miller, Guillaume Orti, Fred Calmeil et Cyril Marche.
Les années 1990 sont marquées par la poursuite de ces activités multiples auxquelles s'ajoutent une série d'hommages à Thelonious Monk, John Coltrane, Ornette Coleman (qui participe d'ailleurs à l'album Ornette For Ever) et Duke Ellington et l'enregistrement d'une œuvre majeure, un oratorio.
En 2003 est publié un nouvel hommage à John Coltrane avec la participation d'un orchestre à cordes et de Christian Vander, suivi d'une reformation de Zao de 2004 à 2007, puis de Neffesh-Music avec un quatuor de violoncelles, le quatuor Belli Celli.
Yochk'o Seffer crée ensuite un quartet de jazz, dans la filiation de Perception, dont il retrouve le contrebassiste Didier Levallet pour enregistrer Acel Toll en 2011, avec le pianiste Sébastien Lovato et le batteur « JP » Molina.

## Discographie
- Magma : 1001° centigrades (Magma 2) (1971)
- Magma : Hamtaak/Tendeï Kobah (1971 - single)
- Magma : Mekanik Kommandoh/Klaus Kombalad (1971 - single)
- Univeria Zekt : The Unnamables (1972)
- Magma : 1 titre sur la compilation Puissance 13+2 (1972)
- Perception (1972)
- Christian Vander et les trois Jeff (1972)
- Perception : Perception and Friends (1972)
- Zao : Z=7L (1973)
- Perception : Mestari (1974)
- Zao : Osiris (1974)
- Zao : Shekina (1975)
- Speed Limit : 1 (1975)
- Magyar-Ló (1975)
- Speed Limit : 2 (1976)
- Neffesh Music : Délire (1976)
- Zao : Kawana (1976)
- George Jinda : The wheel of love (1977)
- Neffesh Music : Ima (1977)
- Magma : Inédits (1977) (1 titre enregistré en 1972)
- Neffesh Music : Ghilgoul (1978)
- Ethnic Duo (1981)
- Chromophonie 1 : le Diable angélique (1982)
- Chromophonie 2 : le Livre de Bahir (1983)
- Septuor de saxophones : Torma (1986)
- Adama (1986)
- Y. Seffer - S. Kessler : Dialogue (1986)
- STS : Enneade (un titre : Freya) (1987)
- Y. Seffer - A. Bouhey : La Voie scriptorale (1988)
- Monk for Ever (1989)
- Prototype (1989)
- Mestari : Mestari (1993)
- Zao : Akhenaton (1994)
- Y.Seffer - P.Gisselmann : Nickel - Keter (1995)
- Magyar Etno (1995)
- Magma : Concert 1971, Bruxelles : Théâtre 140 (Akt VIII) (1996)
- Ornette for Ever (1996)
- Yog : Pitchipoy (1997)
- Rétrospective (1997)
- Yog : Sefira (1998)
- Y. Seffer - S. Kessler : Play Ellington (1999)
- Yog : 3 (1999)
- Y. Seffer - S. Miller : Coïncidences (2000)
- Septuor de saxophones : Benyomash (2001)
- String Orchestra (« Ritual Performance ») (2004)
- Faton Cahen – Yochk’o Seffer Septet : Zao Family (2006)
- Y. Seffer - F. Causse: Wind and Earth(2006)
- Compilation : My old Roots (2006)
- Zao : In Tokyo (enregistré en public les 4 et 5 juin 2004 et paru en 2007)
- The Voices of Tarogato(2007)
- Ima2002 (2007)
- Oratorio (2007)
- Ethnic 3 (enregistré en public en 2003 et paru en 2008 avec des percussions additionnelles)
- Neffesh Music : Ezz-Thetics Travel, 2008
- Chromophonie (DVD), 2010
- Ethnic Duo en public au Chêne Noir d'Avignon, 1980 (enregistré en public en 1980 et paru en 2010)
- Condor (2010)
- Compilation : Noce chimique (2011)
- Acèl Toll (2011)
- Rencontres électriques (2016) Avec Thollem Mc Donas et l'ensemble CLSI.